# Grand Prix 3
Grand Prix 3 – gra komputerowa o tematyce Formuły 1 wyprodukowana przez firmę Microprose a wydana przez Hasbro Interactive 24 sierpnia 2000 roku na komputery osobiste. Na terenie Polski jest dystrybuowana przez CD Projekt.

## Rozgrywka
W grze jest przedstawione są ruchy głową podczas przyspieszania lub hamowania bolidu. Wszystkie zespoły i kierowcy są z sezonu 1998. W grze zawarty jest System wypadków, dokładnie odwzorowane tory, pełna integracja w ustawieniu maszyny, zmienne warunki pogodowe, zastosowano nowy dźwięk (3D), wszystkie dźwięki nagrywane były przez 18 miesięcy z jednym z zespołów Formuły 1. W grze jest dostępnych pięć poziomów trudność oraz osiem opcji ułatwiających prowadzenie bolidu.

### Tryby gry wieloosobowej
Komputery osobiste:
Liczba graczy od 4 do 16.
- LAN